# 东岔镇
东岔镇，是中华人民共和国甘肃省天水市麦积区下辖的一个镇。

## 行政区划
东岔镇下辖以下地区：
月林村、乍岭村、码头村、牛背村、东岔村、曹坪村、土桥村、桃花村、交川村、龙凤村、盘龙村、腰庄村、立远村和大沟村。